# National Congress Battalions
National Congress Battalions (wł. Battaglioni del Congresso Nazionale, malt. Battaljuni tal-Kungress Nazzjonali, pol. Bataliony Kongresu Narodowego), znane też jako Truppe di Campagna – nieregularna armia, powstała na Malcie, zaraz po maltańskiej rebelii przeciwko rządom francuskim we wrześniu 1798 roku. Istniała przez dwa lata, została rozwiązana 11 września 1800 roku.
Bataliony były również określane jako Maltese Army (maltańska armia) lub Maltese insurgents (maltańscy powstańcy).

## Historia
Od roku 1530 Malta była rządzona przez Zakon Świętego Jana. Wyspa była okupowana przez wojska francuskie od czerwca 1798 roku, kiedy Napoleon podczas kampanii śródziemnomorskiej wyrugował Zakon z wyspy.
W dniu 2 września 1798 roku, kiedy Francuzi łupili precjoza z kościoła w Rabacie, Maltańczycy się zbuntowali i zaczęli do nich strzelać. Francuzi wycofali się do ufortyfikowanego miasta Mdina, lecz 3 września rebeliantom udało się wejść do miasta przez bramę wypadową, i Francuzi poddali się. W ciągu kilku następnych dni wiele miasteczek i wiosek zostało zajętych przez powstańców, lecz Francuzi trzymali się na ufortyfikowanych pozycjach na terenie Grand Harbour (w tym w stołecznej Valletcie) i kilku różnych fortach na Malcie i Gozo.
4 września Maltańczycy utworzyli National Assembly (Zgromadzenie Narodowe), i jego pierwszym zadaniem było utworzenie siły zbrojnej, która blokowałaby pozostałe wojska francuskie. Formacja ta, znana pod nazwą Battaglioni del Congresso Nazionale albo Truppe di Campagna, zaczęła istnieć w ciągu najbliższych dni, i składała się z pewnej liczby wiejskich batalionów, które miały swoje korzenie w milicji Zakonu, powstałej jeszcze przed francuską okupacją. Notariusz Emmanuele Vitale, który prowadził atak na Mdinę, ustanowiony został Generale Commandante armii. Pierwsze bataliony powstały w Birkirkarze i Żebbuġ, i były dowodzone przez Vincenzo Borga and Francesco Caruanę. Vitale, Borg i Caruana zostali trzema głównymi przywódcami powstania.
Maltańczycy uznawali Ferdynanda, króla Neapolu i Sycylii jako swojego władcę, ale równocześnie apelowali do Horatio Nelsona o ochronę. W czasie oblężenia maltańscy powstańcy byli wspomagani przez Brytyjczyków, Neapolitańczyków i Portugalczyków. W roku 1799 car rosyjski Paweł I wysłał do powstańców swoich dyplomatów, przyrzekając swoją pomoc i ochronę.
Powstańcy maltańscy, w czasie trwania oblężenia, przeprowadzili kilka udanych ataków, w tym zdobycie wieży św. Tomasza i wieży św. Juliana. Powstańcy nie byli w stanie zdobyć większych fortyfikacji, takich jak fortyfikacje Valletty, Cottonera Lines, fort Manoel czy fort Tigné, lecz potrafili powstrzymać Francuzów od odbicia terenów na zewnątrz ich ufortyfikowanych pozycji. W czasie trwania oblężenia Maltańczycy zbudowali szereg obozów, baterii, redut i entrenchments, otaczających okupowane przez Francuzów tereny portu. Najważniejszymi fortyfikacjami powstańczymi były: baterie Corradino, bateria Għargħar, bateria Tal-Borg oraz bateria Tas-Samra.
W czasie największej liczebności, armia powstańcza liczyła około 10 000 mężczyzn, z których 2 505 było uzbrojonych.
Francuzi w końcu poddali się Brytyjczykom 4 września 1800 roku. 11 września maltańskie Bataliony zostały rozwiązane przez cywilnego komisarza Alexandra Balla.
Pomiędzy rokiem 1800 a 1801 wybite zostały złote i srebrne medale, upamiętniające blokadę; zostały one przyznane przywódcom oraz znaczniejszym członkom National Congress Battalions. W tej chwili są jednymi z najcenniejszych maltańskich medali.

## Struktura

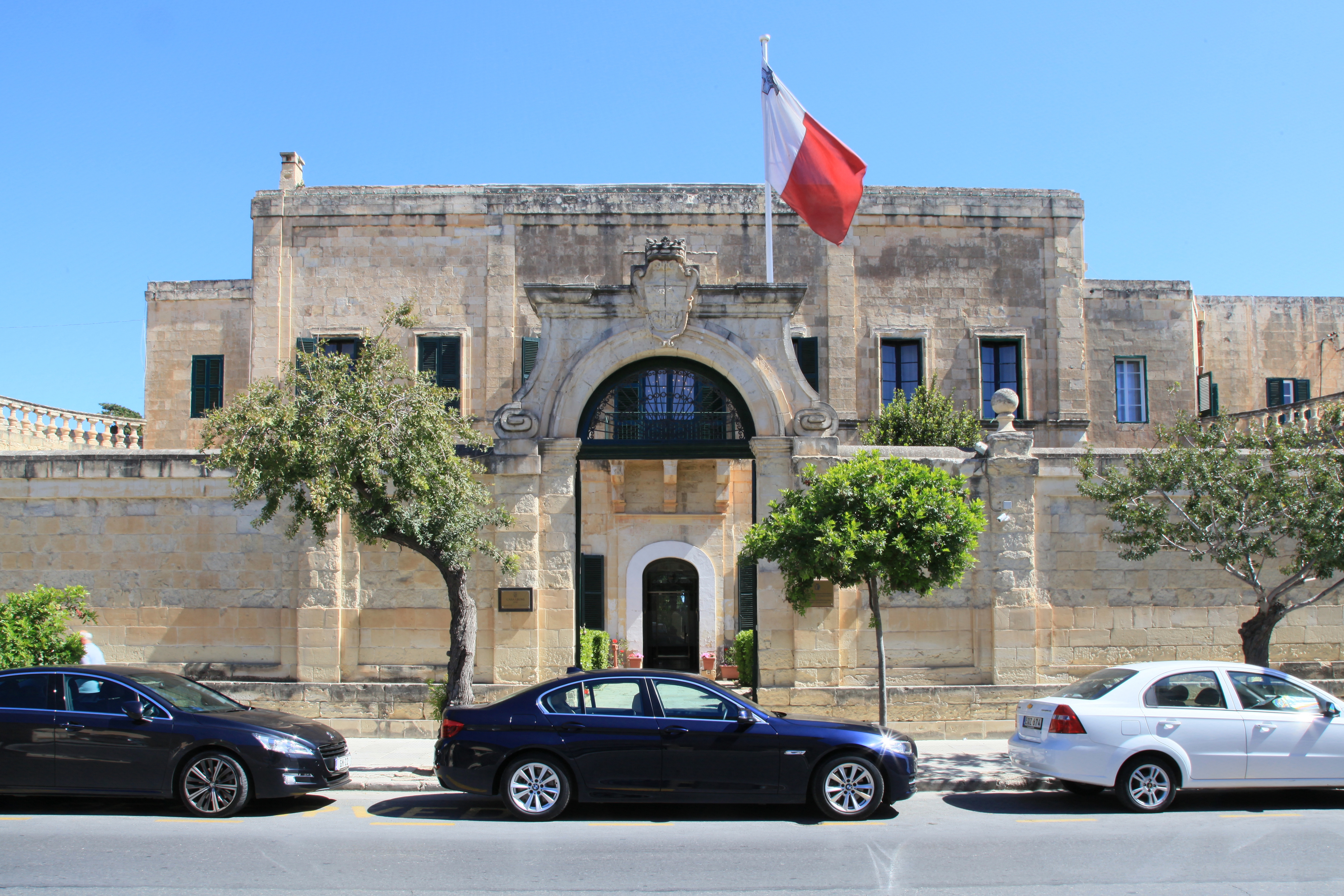
Casa Leoni, która służyła jako powstańcza kwatera główna.

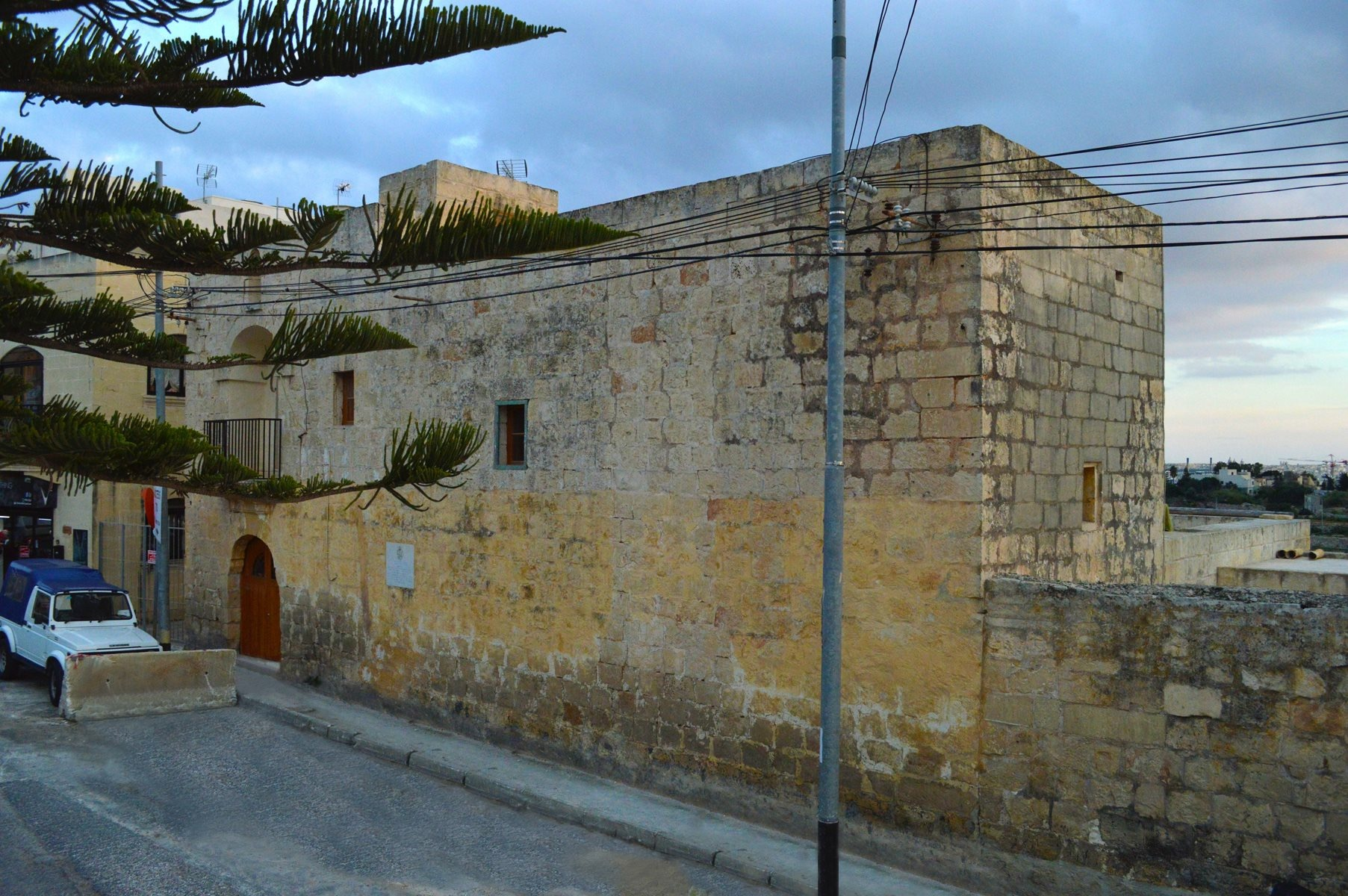
Ta’ Xindi Farmhouse, który służył jako polowa kwatera główna Vincenzo Borga. Jest jednym z kilku zachowanych obiektów blokady.

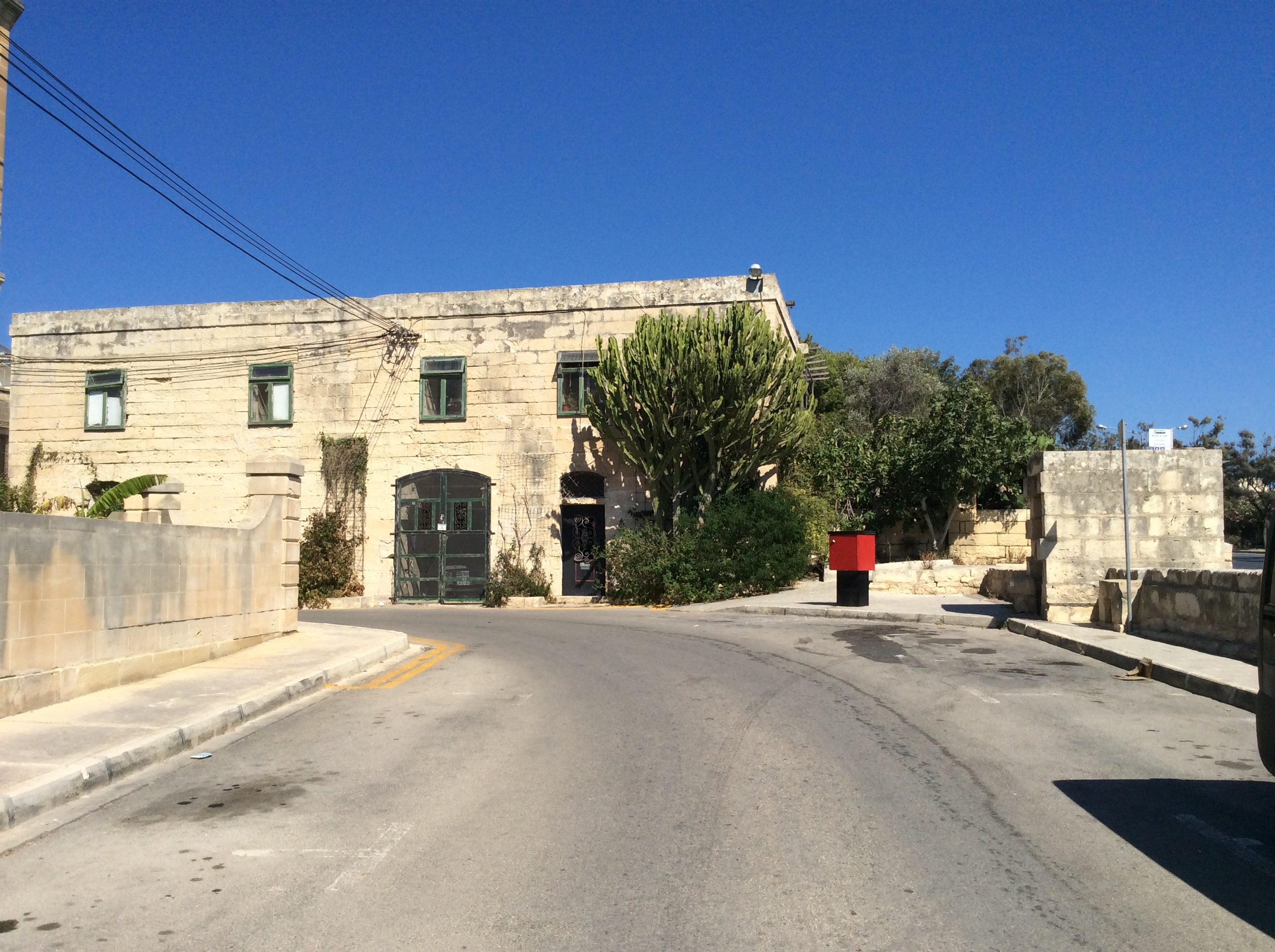
Wiatrak, służący jako punkt obserwacyjny powstańców w Birkirkarze. Wieża wiatraka i jego skrzydła nie zachowały się. Po prawej widać akwedukt Wignacourta.

W skład powstańczego wojska wchodziły następujące bataliony:
- Batalion Birkirkara
- Batalion Għaxaq
- Batalion Kirkop
- Batalion Mqabba
- Batalion Qormi
- Batalion Żabbar
- Batalion Żebbuġ
- Batalion Żejtun
- Batalion Żurrieq

Bataliony były podzielone na kompanie i plutony. Niektóre z większych batalionów miały artylerię i oddziały techniczne, na równi z oddziałami militarnymi.
Kompania grenadierów, znana jako Granatieri została sformowana w celu pełnienia obowiązków straży w Casa Leoni w Santa Venera.
Większość żołnierzy nie miała mundurów, ale batalion Birkirkara wyposażony był w zrobione na miejscu bawełniane umundurowanie. Generale Commandante, sztab generalny, Granatieri i niektóre jednostki artyleryjskie również miały swoje własne mundury.

## Uzbrojenie
W chwili wybuchu powstania, uzbrojenie powstańców było bardzo marne. Składało się jedynie z broni łowieckiej, muszkietów zdobytych w kilku zbrojowniach, kilku mieczy, pistoletów i pik. Między 19 a 24 września 1798 roku, marynarka portugalska i Royal Navy zaopatrzyły powstańców w dużą liczbę muszkietów i amunicji.
W posiadaniu powstańców były też różne rodzaje broni artyleryjskiej, zdobytej w różnych fortyfikacji brzegowych, jak np. wieża Świętej Marii i bateria Mistra. Działa te zostały rozdysponowane do wielu powstańczych stanowisk wokół terenu portowego.